# Karl von Hartmann-Krey
Karl von Hartmann-Krey (* 16. Juli 1875 in Köln; † 26. Oktober 1945 in Berlin-Wilmersdorf) war ein deutscher Verwaltungsjurist und Landrat der Kreise Kempen und Wittgenstein.

## Familie
Karl von Hartmann-Krey aus dem Adelsgeschlecht Hartmann war der Sohn des katholischen, preußischen Oberleutnants und Bezirkskommandeurs Apollinaris Emmerich Hermann von Hartmann-Krey und Karoline Antonie Marie Friederike von Pelser-Berensberg. Die Familie war Eigentümer des 92 ha großen Guts Bulich (Boulich) im Kreis Euskirchen. Er heiratete am 23. Januar 1913 in Unna Maria Friederike (Else) Herbrecht, die Tochter des Gutsbesitzers Adolf Herbrecht und Mathilde geb. Brackelmann. Aus der Ehe stammen keine Kinder.

## Leben
Nach Schulbesuch in Köln und am Gymnasium Straßburg in Metz absolvierte er 1895 sein Abitur am Wilhelm-Gymnasium (Braunschweig). 1895/96 leistete er als Einjährig-Freiwilliger seinen Militärdienst beim Feldartillerie Regiment Nr. 15 ab. Er studierte anschließend sechs Semester Jus an der  Kaiser-Wilhelms-Universität Straßburg und wurde im Corps Palaio-Alsatia aktiv. Als Inaktiver wechselte er an die Universität Leipzig und die  Friedrich-Wilhelms-Universität zu Berlin. Am 25. Februar 1899 bestand er beim OLG Celle die Prüfung zum Gerichtsreferendar und trat am 6. März 1899 trat er in den Staatsdienst in Celle ein. Am 11. März 1901 folgte die Ernennung zum Regierungsreferendar bei der Bezirksregierung Aachen bzw. Magdeburg. Nach bestandener Staatsprüfung zum Regierungsassessor am 19. Dezember 1903 hatte er bis Juli 1904 die Vertretung des Landrates des Kreises Neustadt inne. Am 3. Februar 1902 erfolgte die Ernennung zum Regierungsassessor bei der Bezirksregierung Aachen und kurz darauf, ab dem 18. Juli 1904, eine Tätigkeit in der Regierung Hannover. Vom 19. Oktober 1904 bis August 1905 war er wiederum im Kreis Neustadt tätig. Nach Tätigkeiten im Kreis Euskirchen 1906 war er im Kreis Saarbrücken eingesetzt, dies definitiv ab dem 16. Juli 1907.
Am 15. März 1911 übernahm er die kommissarische Verwaltung des Kreises Wittgenstein. Nach dem Entscheid des Kreistags ohne weitere Benennung von Kandidaten am 19. August 1911 erfolgte die definitive Ernennung zum Landrat von Wittgenstein am 2. Oktober 1911. Er war Mitglied des westfälischen Provinziallandtag von 1913 bis 1917 für den Wahlkreis Wittgenstein. 1913 wurde Hartmann-Krey Berleburger Schützenkönig.
Zum 1. November 1917 übernahm er die kommissarische Verwaltung des Kreises Kempen und zum 21. Juni 1918 das Amt des Landrates. Am 9. August 1923 wurde er verhaftet und am 24. Dezember 1923 durch die Interalliierte Rheinlandkommission ausgewiesen, gleichwohl am 22. September 1924 wieder in das Amt des Landrates von Kempen gesetzt. Hartmann-Krey, dessen Posten durch die Gebietsreform wegfiel, hatte scharf vor der Umgestaltung gewarnt und ließ Ende 1928 ein Buch in Druck geben, das die Vitalität des Kreises belegen sollte (Titel: Heimatbuch des Landkreises Kempen) und einen Stummfilm drehen (Titel: Der schöne Kreis Kempen). Am 31. Juli 1929 wurde Hartmann-Krey in den einstweiligen Ruhestand versetzt, weil der Kreis Kempen aufgehoben wurde. Kurz darauf erfolgte die Weiterverwendung in der Regierung Koblenz, wo er am 20. Dezember 1930 zum Oberregierungsrat ernannt wurde. Zum 1. Januar 1931 wurde er zum Abteilungsleiter III bei der Regierung Koblenz bestellt. Am 8. Dezember 1944 wurde seine altersbedingte Versetzung in den Ruhestand beantragt.
Hartmann-Krey war Mitglied des Vereins preußischer Landräte und Mitglied des Reichsbundes der Deutschen Beamten. Er war Aufsichtsratsmitglied des RWE. Zum 1. Mai 1933 trat er in die NSDAP ein (Mitgliedsnummer 3.055.754). Vorher war er Mitglied der  Deutschen Zentrumspartei gewesen. 

## Ehrungen
- Eisernes Kreuz am weißen Bande[8]
- Verdienstkreuz für Kriegshilfe (Preußen)[8]